# 神戸山手グローバル中学校高等学校
神戸山手グローバル中学校高等学校（こうべやまてグローバルちゅうがっこうこうとうがっこう）とは、兵庫県神戸市中央区諏訪山町に所在し、中高一貫教育を提供する私立中学校・高等学校。

## 沿革
- 1924年 - 山手学習院が創設される
- 1926年 - 神戸山手高等女学校として開校
- 1947年 - 学制改革により神戸山手女子中学校を開校
- 1948年 - 学制改革により神戸山手女子高等学校を開校
- 1955年 - 選抜高等学校野球大会開会式の大会歌合唱を担当する
- 1966年 - 音楽科を設置
- 1994年 - 神戸山手女子高等学校普通科に英語コース設置
- 2000年 - 神戸山手女子高等学校普通科英語コースを文理コースに改編
- 2001年 - 神戸山手女子中学校に特進コースと進学コース設置
- 2005年 - 神戸山手女子高等学校普通科に高校入学課程I類・II類設置
- 2023年 - 神戸山手女子高等学校音楽科募集停止[1][2]
- 2025年 - 男女共学化し、名称を「神戸山手グローバル中学校高等学校」へ校名変更[3][4]

## 学科
- 中学校
  - グローバル選抜探究コース
  - 未来探究コース（女子のみ）
- 高等学校（普通科）
  - グローバル選抜探究コース
  - 選抜コース
  - 未来探究コース（女子のみ）

### 過去の学科
- 高等学校（音楽科）

## 部活動
文化部
- 吹奏楽部
- 箏曲部
- 放送部
- マンドリンギター部
- コーラス部
- 美術部
- インターアクト部
- 写真部
- 漫画研究部
- 茶道部
- 華道部

運動部
- ソフトボール部
- バレーボール部
- 陸上競技部
- バスケットボール部
- テニス部
- アーチェリー部
- 水泳部
- ソフトテニス部
- 音楽体操部
- バドミントン部

## 著名な出身者
- 菊西正子 - 生田流筝曲家
- 早瀬久美 - 女優
- 大久保かれん - DJ、タレント
- 奥野由紀子 - フルート奏者